# Cetuximab

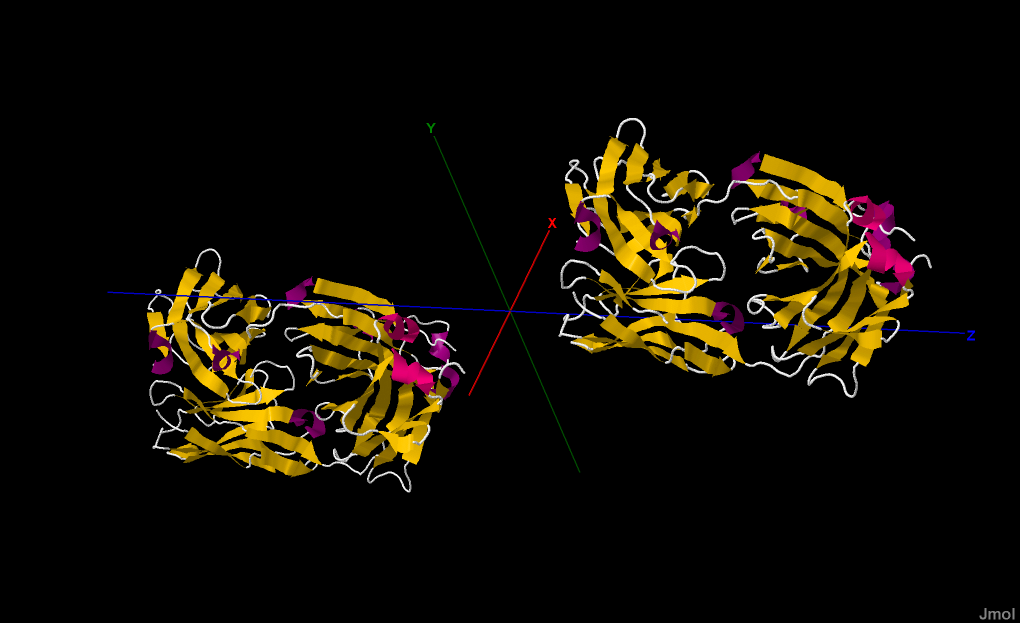
Kristallstruktur von Cetuximab (Erbitux), Fab-Fragment (leichte und schwere Kette)

Cetuximab (Handelsname: Erbitux®, Eli Lilly and Company, Bristol-Myers Squibb und Merck KGaA) ist ein therapeutischer chimärer monoklonaler Antikörper vom Typ IgG1 gegen den Epidermalen Wachstumsfaktor-Rezeptor (EGFR), der in der Onkologie (Krebsmedizin) zur Krebsimmuntherapie eingesetzt wird.

## Wirkungsmechanismus
Der Antikörper ist gegen ein Tumorantigen gerichtet, das in den Membranen von menschlichen Körperzellen zu finden ist. Dieses Enzym, eine Rezeptor-Tyrosinkinase mit der Bezeichnung EGFR (epidermal growth factor receptor, zu Deutsch: Epidermaler Wachstumsfaktor-Rezeptor) empfängt chemische Signale, sogenannte Wachstumsfaktoren, die sich in der Gewebsflüssigkeit befinden, und regt dann den Zellstoffwechsel an. Krebszellen haben oft sehr viele EGFR-Moleküle in ihren Zellmembranen; beim Darmkrebs ist EGFR bei 80 % der Zellen überexprimiert, das heißt deutlich häufiger als in normalen Gewebezellen. Cetuximab bindet an den EGFR. Durch diese Bindung werden die Aktivierung des Rezeptors und das nachgeschaltete Signalleitungssystem gehemmt, wodurch sowohl die Invasion der Tumorzellen in gesundes Gewebe als auch die Ausbreitung der Tumoren in neue Körperregionen (Metastasierung) vermindert werden.
Zudem scheint Cetuximab die Fähigkeit der Tumorzellen zu hemmen, durch Chemo- und Strahlentherapie verursachte Schäden zu reparieren. Außerdem wird vermutet, dass es die Ausbildung neuer Blutgefäße in Tumoren verringert, was dem Tumorwachstum entgegenwirkt.
Nach einer Serie erfolgreicher klinischer Studien wurde Cetuximab 2003 in den USA, 2004 in der Europäischen Gemeinschaft und 2008 in Japan zur Behandlung von Dickdarmkrebs zugelassen, und zwar als Mittel in Fällen, bei denen eine Irinotecan-haltige zytostatische Chemotherapie versagt hat.
Verglichen mit Zytostatika ist Cetuximab nebenwirkungsarm. Als häufigste Nebenwirkung tritt bei Behandlung mit Cetuximab ein akneartiger Hautausschlag auf, der wiederum mit einem guten Ansprechen auf die Therapie zu korrelieren scheint. Bei etwa 5 Prozent aller Patienten können unter der Behandlung mit Cetuximab Überempfindlichkeitsreaktionen auftreten; etwa die Hälfte dieser Reaktionen ist schwerwiegend. Ursache ist das Oligosaccharid Galactose-alpha-1,3-galactose (α-Gal) auf der Fab-Portion des Antikörpers, welche das Alpha-Gal-Syndrom auslöst.
Beim Kolonkarzinom wurde gezeigt, dass Cetuximab nur bei Tumoren ohne RAS-Mutation wirksam ist (RAS-Wildtyp). Daher sollen Anti-EGFR-Antikörper wie Cetuximab beim Kolonkarzinom nach Empfehlung der aktuellen medizinischen S3-Leitlinie nur bei Nachweis eines RAS-Wildtyps im Tumor eingesetzt werden. Zudem gibt es Hinweise auf eine bislang nicht verstandene geringere Wirksamkeit von Cetuximab in Kombination mit Capecitabin und Bolus-5-FU-Protokollen. Daher wird die Kombination von Cetuximab mit oralen Fluoropyrimidinen und Bolus-5-FU-Protokollen nicht empfohlen.

## Entwicklung und Vertrieb
Die Entwicklung des Wirkstoffes geht auf die wissenschaftliche Arbeit von Joseph Schlessinger, Michael Sela, und weiteren Wissenschaftlern des Weizmann-Institut für Wissenschaften zurück. Kurze Zeit später wurde Cetuximab durch die New Yorker Biotech-Firma ImClone Systems patentiert, was einen Patentstreit mit der zum Weizmann-Institut gehörenden Yeda Research and Development Company Ltd. nach sich zog, welchen Yeda weitgehend für sich entschied. In den USA und Kanada wird Cetuximab von Bristol-Myers Squibb, außerhalb der USA von dem Darmstädter Pharmakonzern Merck KGaA in Lizenz vertrieben. Für Japan teilen sich die drei Firmen die Vertriebsrechte. 2002 war die Zulassung von Erbitux von der amerikanischen Gesundheitsbehörde im ersten Anlauf überraschend versagt worden, was zu einem Kurssturz der ImClone-Aktie führte. Presseberichten zufolge seien die Antragsunterlagen unvollständig gewesen. Da die Gründer von ImClone, die Brüder Samuel und Harlan Waksal, ihre Aktien kurz vor dem Crash verkauft hatten, gerieten sie zeitweise in den Verdacht der Börsenmanipulation. Am 12. Juni 2002 wurde Sam Waksal, ehemaliger CEO von ImClone, wegen des Verdachtes auf Insiderhandel verhaftet. Am 10. Juni 2003 wurde er zu einer Gefängnisstrafe von 7 Jahren und 3 Monaten verurteilt. Eine Freundin von ihm, Martha Stewart wurde in diesem Zusammenhang zu einem halben Jahr Haft verurteilt. 2008 wurde ImClone von Eli-Lilly übernommen. Ein 14-tägiger Therapiezyklus mit Cetuximab kostet ca. 5000 Euro, üblich sind in der Darmkrebstherapie zwölf Zyklen.

## Indikationen beziehungsweise Zulassung
- zur Behandlung des metastasierenden, EGFR-exprimierenden Kolorektalkarzinoms mit nicht mutiertem Ras-Gen in Kombination mit einer Irinotecan-basierten Chemotherapie, als Erstlinienbehandlung in Kombination mit der Chemotherapie FOLFOX und als Monotherapie, bei denen die Therapie mit Oxaliplatin und Irinotecan versagt hat und Irinotecan nicht vertragen wird.
- zur Behandlung von Patienten mit Plattenepithelkarzinom im Kopf- und Halsbereich in Kombination mit einer Strahlentherapie für eine lokal fortgeschrittene Erkrankung sowie in Kombination mit einer platin-basierten Chemotherapie für eine rezidivierende und/oder metastasierende Erkrankung.[6]

Erbitux ist in über 70 Ländern weltweit für die Behandlung von Kolorektalkarzinomen und Plattenepithelkarzinomen des Kopfes und Halses (SCCHN) zugelassen.
Die Zulassung auch für die Erstlinientherapie des fortgeschrittenen oder metastasierten nicht-kleinzelligen Bronchialkarzinoms wurde durch die Herstellerfirma am 11. September 2008 beantragt. Grundlage des Antrages waren die Daten der sogenannten FLEX-Studie, bei der eine Hinzunahme von Cetuximab zu einer Platin-haltigen Standardtherapie das mittlere Gesamtüberleben der Patienten um rund einen Monat verbessert hatte. Dieser Antrag auf Zulassung wurde aber 2012 zurückgezogen.

## Weiterführende Literatur
- J. E. Frampton: Cetuximab: a review of its use in squamous cell carcinoma of the head and neck. In: Drugs Band 70, Nummer 15, Oktober 2010, S. 1987–2010, doi:10.2165/11205010-000000000-00000. PMID 20883055. (Review).
- L. X. Qiu, C. Mao, J. Zhang, X. D. Zhu, R. Y. Liao, K. Xue, J. Li, Q. Chen: Predictive and prognostic value of KRAS mutations in metastatic colorectal cancer patients treated with cetuximab: a meta-analysis of 22 studies. In: European Journal of Cancer (Oxford, England: 1990) Band 46, Nummer 15, Oktober 2010, S. 2781–2787, doi:10.1016/j.ejca.2010.05.022. PMID 20580219. (Review).
- B. Vincenzi, A. Zoccoli, F. Pantano, O. Venditti, S. Galluzzo: Cetuximab: from bench to bedside. In: Current Cancer Drug Targets Band 10, Nummer 1, Februar 2010, S. 80–95, PMID 20088790. (Review).
- T. K. Owonikoko, S. Y. Sun, S. S. Ramalingam: The role of cetuximab in the management of non-small-cell lung cancer. In: Clinical Lung Cancer Band 10, Nummer 4, Juli 2009, S. 230–238, doi:10.3816/CLC.2009.n.031. PMID 19632939. (Review).
- W. Bou-Assaly, S. Mukherji: Cetuximab (erbitux). In: AJNR. American journal of neuroradiology Band 31, Nummer 4, April 2010, S. 626–627, doi:10.3174/ajnr.A2054. PMID 20167650. (Review).
- J. B. Hoag, A. Azizi, T. J. Doherty, J. Lu, R. E. Willis, M. E. Lund: Association of cetuximab with adverse pulmonary events in cancer patients: a comprehensive review. In: Journal of Experimental & Clinical Cancer Research. Band 28, 2009, S. 113, doi:10.1186/1756-9966-28-113. PMID 19682368. PMC 2735734 (freier Volltext). (Review).
- C. Gridelli, P. Maione, M. L. Ferrara, A. Rossi: Cetuximab and other anti-epidermal growth factor receptor monoclonal antibodies in the treatment of non-small cell lung cancer. In: Oncologist Band 14, Nummer 6, Juni 2009, S. 601–611, doi:10.1634/theoncologist.2008-0153. PMID 19482958. (Review).
- D. Schrag, K. Y. Chung, C. Flombaum, L. Saltz: Cetuximab therapy and symptomatic hypomagnesemia. In: Journal of the National Cancer Institute Band 97, Nummer 16, August 2005, S. 1221–1224, doi:10.1093/jnci/dji242. PMID 16106027. (Review).
- E. Maiello, F. Giuliani, V. Gebbia, A. Piano, R. Agueli, G. Colucci: Cetuximab: clinical results in colorectal cancer. In: Annals of Oncology Band 18 Suppl 6, Juni 2007, S. vi8–v10, doi:10.1093/annonc/mdm216. PMID 17591840. (Review).
- V. Gebbia, F. Giuliani, V. M. Valori, R. Agueli, G. Colucci, E. Maiello: Cetuximab in squamous cell head and neck carcinomas. In: Annals of Oncology / ESMO Band 18 Suppl 6, Juni 2007, S. vi5–vi7, doi:10.1093/annonc/mdm215. PMID 17591832. (Review).